# Extreme Cheapskates
Extreme Cheapskates é um reality show americano que estrou no TLC em 16 de outubro de 2012. O programa documenta a vida de pessoas que levam a frugalidade ao extremo. O TLC exibiu o episódio piloto da série em dezembro de 2011 e encomendou uma primeira temporada de seis episódios em 23 de fevereiro de 2012. A segunda temporada estreou em 30 de outubro de 2013.

## Episódios
| Temporada | Temporada | Episódios | Episódios | Originalmente exibido  | Originalmente exibido  |
| Temporada | Temporada | Episódios | Episódios | Estreia da temporada   | Final da temporada     |
| --------- | --------- | --------- | --------- | ---------------------- | ---------------------- |
|           | Piloto    | Piloto    | Piloto    | 28 de dezembro de 2011 | 28 de dezembro de 2011 |
|           | 1         | 6         | 6         | 16 de outubro de 2012  | 30 de outubro de 2012  |
|           | 2         | 8         | 8         | 30 de outubro de 2013  | 27 de novembro de 2013 |
|           | 3         | 12        | 12        | 24 de setembro de 2014 | 19 de novembro de 2014 |

### Piloto
| No. | Título  | Exibição original      | Código de produção | Audência (em milhões) |
| --- | ------- | ---------------------- | ------------------ | --------------------- |
| 0   | "Pilot" | 28 de dezembro de 2011 | 100-60             | 1.61                  |

## Recepção
Allison Keene, do The Hollywood Reporter, disse que os fãs de Acumuladores Compulsivos não ficarão desapontados com o programa. Melissa Camacho da Common Sense Media deu ao programa 2 de 5 estrelas.